# Óscar Guillermo Rossi
Óscar Guillermo Rossi (1931 – 11 luglio 1957) è stato un calciatore argentino, di ruolo centrocampista.